# Toatoa (Northland)
Toatoa ist eine Siedlung im Far North District in der Region Northland auf der Nordinsel von Neuseeland.

## Geographie
Die Siedlung befindet sich rund 17 km nordöstlich von Kaitaia und rund 7 km südlich der Doubtless Bay in einer Hügellandschaft nördlich der Maungataniwha Range. Anschluss an den New Zealand State Highway 10 hat die Siedlung über eine nach Norden verlaufenden Landstraße, die bei Aurere auf den Highway trifft.